# Musculus metacoxa-subalaris
Musculus metacoxa-subalaris, musculus metacoxa-metasubalaris, mięsień IIIdvm6, mięsień cx3-sa3 (pl. mięsień tylnobiodrowo-subalarny) – mięsień występujący w tułowiu owadów.
Mięsień należący do grupy "mięśni grzbietowo-brzusznych" (ang. dorsoventral muscles), zlokalizowany w zatułowiu. Miejscem początkowym jego przyczepu jest boczna część trzeciego tergitu tułowia (metanotum). Jego koniec przyczepia się natomiast do tylno-bocznej części bioder odnóży środkowej pary, niedaleko przyczepu musculus mesospina-mesocoxalis. Punkty zaczepu tego mięśnia różnią się nieco u ważek i nowoskrzydłych.
Mięsień ten jest jednym z elewatorów skrzydeł.
U ważek biegnie on środkowo do musculus metafurca-coxalis medialis. U szablaka zwyczajnego (Sympterum vulgatum) mięsień ten jest najsilniejszym mięśniem tułowia.
U błonkówek mięsień ten stanowi remotor subalre. Bierze swój początek na bocznej krawędzi tylnych bioder i ciągnie się z tyłu listewki metapleuralnej, dzieląc ścięgno z musculus metapleuro-metasubalaris i przyczepiając się do furcoapodemal incision na metasubalare.